# Danilo Montero
Luis Danilo Montero (1 de novembro de 1962, San Jose, Costa Rica) é um pastor, compositor e cantor de música cristã contemporânea.

## História
Danilo Montero converteu-se ao Cristianismo aos 14 anos quando foi convidado para a "Grande campanha de cura divina", que mais tarde mudou de nome para "Oasis de Esperança" na Costa Rica em 1973. Ao começar a participar desta igreja pentecostal, seu pastor, o apóstolo Raul Vargas, percebeu nele um grande potencial e logo lhe deu a oportunidade de liderar os cânticos da comunidade.
Atualmente, Danilo Montero é pastor associado da Igreja Lakewood, cujo pastor principal é Joel Osteen. Desde junho de 2012, quando Marcos Witt deixou o cargo, Danilo tem sido o pastor principal do ministério hispânico desta igreja. Os cultos deste ministério recebem em média 6.000 pessoas por semana, iniciando assim uma nova fase em seu ministério pastoral.[carece de fontes?]
Escreveu vários livros cristãos como The Embrace of the Father e Generation of worshipers.
Casou-se com Gloriana Díaz em 22 de abril de 2006, em um hotel em San Jose, Costa Rica. Montero também cuida de um ministério de adoração chamado Sígueme Internacional, onde é o ministro principal. Ele realizou conferências sobre louvor e adoração por mais de oito anos.
Montero gravou aproximadamente 20 álbuns ao longo de sua carreira, dos quais muitas músicas são cantadas em inúmeras igrejas protestantes de língua castelhana. Foi indicado para o Grammy Latino e premiado no Arpa Awards e no Billboard Latin Music Awards. Seu álbum The Perfect Letter ganhou o Grammy Latino para melhor álbum de música cristã em espanhol em 2014, tornando-se o primeiro costarriquenho a ganhar este prêmio com produção própria. Ele é considerado um dos principais expoentes da música de adoração e louvor. Seu estilo mescla pop com letras espirituais e congregacionais.

## Discografia
- Tú eres Digno (1987) - Com o Sígueme
- Cara A Cara (1991) - Com o Sígueme
- Las Naciones Cantarán (1992)
- Celebra al Señor (1995)
- Admirable (1997)
- No Más Barreras (1998) - Com Jaime Murrell
- Eres Todopoderoso (1999)
- Él Volverá (2000) - Com Marcos Witt e Luis Enrique Espinosa
- Homenaje A Jesús (2000) - Com Marcos Witt, Marco Barrientos e Jorge Lozano
- Dios al mundo amó (2000)
- Cantare De Tu Amor (En vivo desde Japón)  (2001)
- Lo Mejor De Danilo Montero: "Lo Mejor En Vivo" (2002)
- Sígueme (2003)
- Fortaleza (2004)
- Fortaleza (En Vivo) (2005)
- Eres Tú (Adoración Viva I) (2005)
- Danilo (En Vivo desde Lima, Peru) (2006)
- Tu Amor (Adoración Viva II) (En vivo desde Camino de Vida) (2007)
- Songs 4 Worpship en Español: El Poder de Tu Amor' (2008)
- Devoción (En vivo desde Iglesia Lakewood) (2009)
- La Carta Perfecta (2013) [6]

## Prêmios e indicações
| Ano  | Prêmio                       | Categoria                        | Trabalho indicado                  | Resultado |
| ---- | ---------------------------- | -------------------------------- | ---------------------------------- | --------- |
| 2014 | Grammy Latino                | Melhor álbum cristão em espanhol | La carta perfecta                  | Vencedor  |
| 2010 | Grammy Latino                | Melhor álbum cristão em espanhol | Devoción                           | Indicado  |
| 2003 | Premios Arpa                 | Melhor álbum vocal masculino     | Sígueme                            | Indicado  |
| 2004 | Premios Arpa                 | Música do ano                    | «Fortaleza» (com Fernando Solares) | Indicado  |
| 2004 | Premios Arpa                 | Compositor do ano                | «Fortaleza» (com Fernando Solares) | Indicado  |
| 2004 | Premios Arpa                 | Melhor álbum vocal masculino     | Sígueme                            | Vencedor  |
| 2004 | Premios Arpa                 | Produtor do ano                  | Fortaleza (com Fernando Solares)   | Vencedor  |
| 2004 | Premios Arpa                 | Álbum do ano                     | Fortaleza (com Fernando Solares)   | Indicado  |
| 2005 | Premios Arpa                 | Melhor álbum ao vivo             | Eres tú                            | Indicado  |
| 2008 | Premios Arpa                 | Melhor álbum vocal masculino     | Tu amor                            | Indicado  |
| 2008 | Premios Arpa                 | Álbum do ano                     | Tu amor                            | Indicado  |
| 2008 | Premios Arpa                 | Melhor álbum ao vivo             | Tu amor                            | Vencedor  |
| 2011 | Premios Arpa                 | Música do ano                    | «Bendito Jesús»                    | Indicado  |
| 2011 | Premios Arpa                 | Melhor álbum vocal masculino     | Devoción                           | Indicado  |
| 2011 | Premios Arpa                 | Productor do ano                 | Devoción (com Coalo Zamorano)      | Ganador   |
| 2011 | Premios Arpa                 | Álbum do ano                     | Devoción                           | Vencedor  |
| 2011 | Premios Arpa                 | Melhor álbum ao vivo             | Devoción                           | Indicado  |
| 2011 | Premios Arpa                 | Melhor música na participação    | «Revelación» (com Kari Jobe)       | Indicado  |
| 2008 | Billboard Latin Music Awards | Melhor produção de música cristã | Tu amor                            | Vencedor  |
| 2008 | GMA Dove Awards              | Álbum em espanhol do ano         | Tu amor                            | Indicado  |
| 2011 | GMA Dove Awards              | Álbum em espanhol do ano         | Devoción                           | Indicado  |
| 2014 | GMA Dove Awards              | Álbum em espanhol do ano         | La carta perfecta                  | Indicado  |